# Балаклавская ТЭС
Балаклавская ТЭС (Севастопольская ПГУ-ТЭС) — парогазовая электростанция в Севастополе, мощностью 496,8 МВт< Режим работы электростанции предполагается базовый — 8 тысяч часов в году. Первый блок мощностью 235 МВт начал постоянную генерацию с 26 октября 2018. Второй блок Балаклавской ТЭС начал подавать энергию в сеть 28 декабря 2018 года. Официальная церемония ввода в эксплуатацию состоялась 18 марта 2019 года.
Цель строительства — снизить нагрузку на передающие сети, что позволит повысить надёжность и сократит затраты на реконструкцию ЛЭП.
Строительство электростанции осуществлялось в рамках федеральной целевой программы «Социально-экономическое развитие Республики Крым и г. Севастополя до 2020 года»

## Технические характеристики

### Электрическая генерация
Два парогазовых блока мощностью 245,4 МВт и 251,4 МВт. Режим работы электростанции предполагается базовый — 8 тысяч часов в год.
Первоначально выдача электрической мощности планировалась по двухцепной ЛЭП 330 кВ. Это и было реализовано на первом этапе подключения к энергосистеме. Позднее будет построена вторая двухцепная ЛЭП, с помощью которой строящееся энергокольцо 330 кВ будет превращено в «восьмёрку».
На станцию с нарушением «режима санкций» были доставлены и установлены две современные турбины Siemens SGT5-2000E c повышенным КПД нетто 53 %.
Особенностью данных турбин является возможность динамически изменять свою мощность под нагрузкой. При этом надежность турбины превышает 99 % времени непрерывной генерации, то есть простой турбины от профилактики и ремонтов не более 1 % времени эксплуатации.
Оптимальный экономичный режим каждой турбины работает до мощности 166 МВт.
За счёт инновационных горелок Siemens турбина может работать на очень широком спектре топлива от природного газа до дизельного топлива и даже сжигания сырой нефти При этом несмотря на «всеядность» турбины она даёт весьма низкие выбросы вредных веществ для своего класса.
Как основной вид топлива предполагается природный газ, жидкие виды топлива могут использоваться в качестве резервных.
Возникший скандал с «обходом санкций» Siemens поднимает вопрос обслуживания и запчастей для данных турбин. Однако данные турбины являются широко распространенными в мире — их используется более 400 экземпляров, поэтому торговля запасными частями ведется по всем миру. С учетом того, что «Силовые машины» много лет собирают эти турбины сами, не вызывает большого сомнения, что они могут её обслуживать и ремонтировать.

### Тепловая генерация
При выборе площадки учитывалась возможность в перспективе выдачи тепла на населённые пункты. Иными словами, ТЭС может быть конвертирована в ТЭЦ, где система центрального отопления домов также выполняет роль «радиатора» охлаждения отработанного пара из турбин. До этого ТЭС охлаждает отработанный пар с помощью градирни по схеме «сухой» градирни Геллера, то есть просто выбрасывая остаточную энергию пара в атмосферу.
Газовая турбина Siemens SGT5-2000E и паровая турбина после нее способны захватить примерно половину энергии сжигаемого топлива. Это означает, что потенциальная тепловая мощность для подачи в центральное отопление примерно равна электрической мощности. Горячая вода и отопление могут быть поданы как имеющимся домам в Севастополе, так и использоваться в перспективной застройке рядом с ТЭС/ТЭЦ.

## Строительство

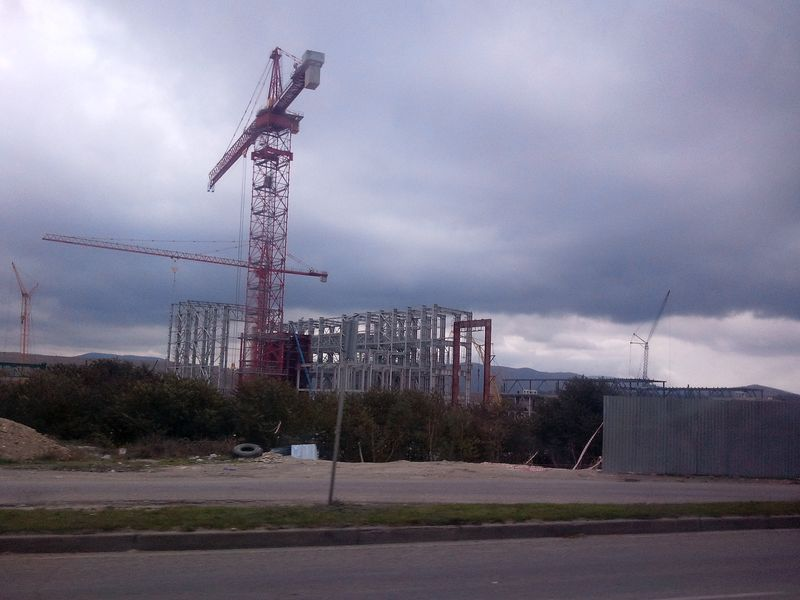
Строительство Севастопольской ТЭС. Октябрь 2016 г.

В 2014 году Правительством РФ было принято постановление о строительстве Севастопольской ПГУ-ТЭС.
Заказчиком является ООО «Технопромэкспорт». Проектировщик — группа компаний «Тэпинжениринг».
В марте 2015 года были заключены соглашения на изготовление и поставку основного оборудования газотурбинных установок.
15 мая 2015 года был выделен участок на западном склоне Федюхиных высот. В июне в Севастопольский центр занятости подана предварительная заявка на 700 человек.
В сентябре началась расчистка будущей площадки под станцию.
На месте работ на глубине 4 метров была обнаружена немецкая бомба SC 500 весом 500 кг, которая была подорвана на месте сотрудниками МЧС.
25 сентября 2015 года будут подведены окончательные итоги конкурсных процедур и заключён договор на поставку вспомогательного оборудования: котлов утилизаторов и воздушно-конденсационных установок.
В январе 2016 года компания «Севзапэнергомонтаж» была выбрана подрядчиком при строительстве главного корпуса ТЭС. Стоимость работ составит 5,3 млрд рублей.
Осенью 2016 года строители приступили к установке опор ЛЭП. В 2017 году строительство заходов 2×4,6 км было завершено.
К 15 декабря 2017 года была полностью завершена работа по монтажу каркасов, стеновых ограждающих конструкций и кровли основных зданий. Продолжалась работа по внутренней отделке помещений, а также по монтажу оборудования.
6 февраля 2018 года строящиеся в Крыму ТЭС получили официальные названия. Севастопольской ПГУ-ТЭС присвоено диспетчерское название Балаклавская ТЭС, а Симферопольской ПГУ-ТЭС — Таврическая ТЭС.
С 10 по 13 сентября 2018 были проведены комплексные испытания первого энергоблока и с 1 по 13 октября он работал в пусконаладочном режиме. Первый блок начал постоянную генерацию с 26 октября 2018. Второй блок Балаклавской ТЭС начал подавать энергию в сеть 28 декабря 2018 года. Официальная церемония ввода в эксплуатацию состоялась 18 марта 2019 года.

## Эксплуатация

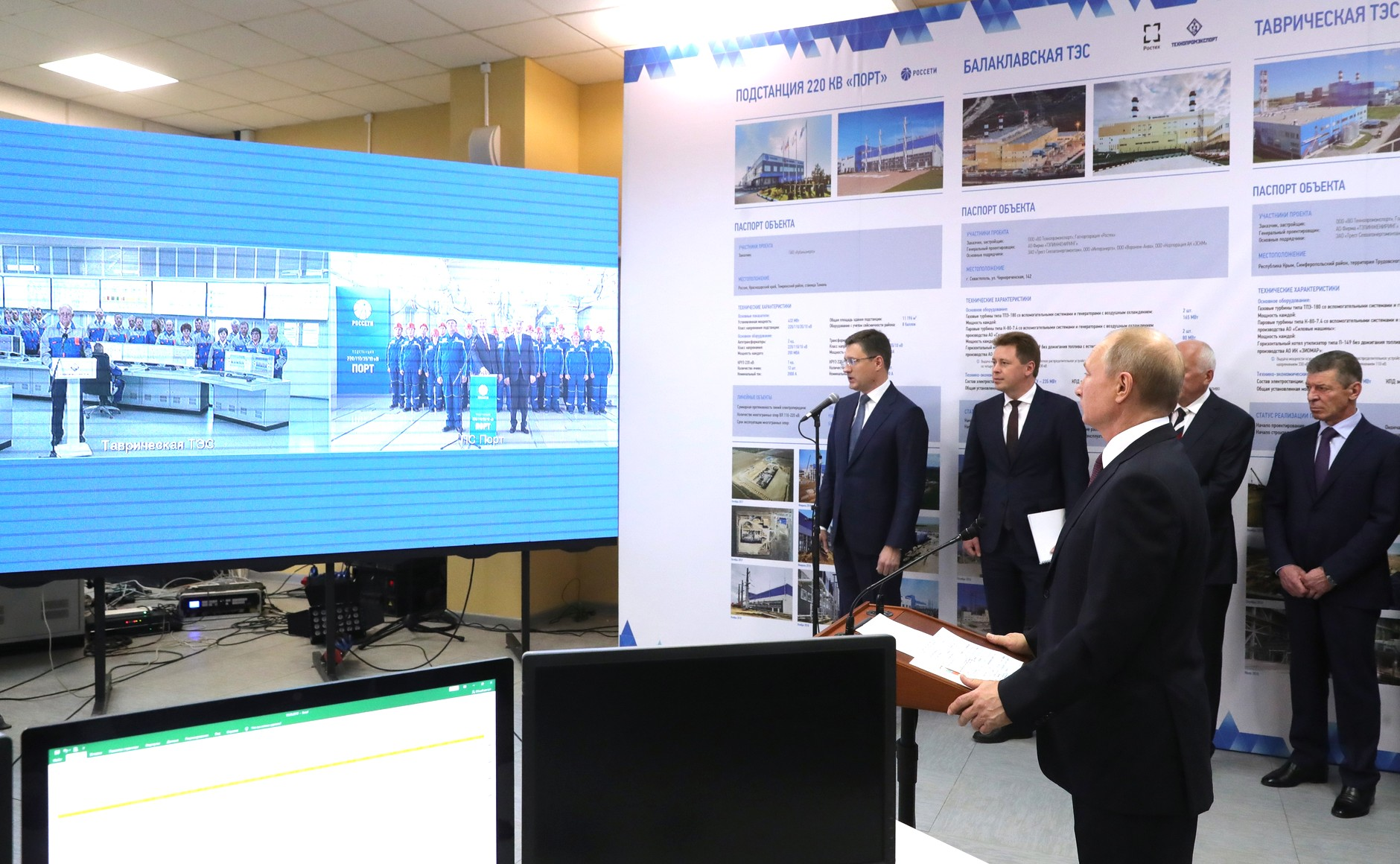
Церемония ввода в эксплуатацию Балаклавской и Таврической ТЭС с участием Президента России Владимира Путина, 18 марта 2019 года.

В феврале 2018 года проведён конкурс на поставку природного газа. Период поставки — с 5 февраля по 31 декабря 2018 года, объём закупаемого газа  — 540 млн м³. Согласно контракту объём поставок в феврале — 44 тыс. м³, в марте — 2,6 млн м³. Максимальный объём газа — 76,679 млн м³ запланирован для поставки в июне.
По прогнозу генерального директора КрымТЭЦ Тараса Целого после ввода Таврической и Балаклавской ТЭС стоимость электроэнергии в (крымских) узлах на оптовом рынке снизится с 2,1 рублей до 1,6 рублей за 1 кВт•ч.
Адрес: 299010, г. Севастополь, ул. Чернореченская, 142